# Semjon Timosjenko
Semjon Konstantinovitsj Timosjenko (Russisch Семён Константи́нович Тимоше́нко, Oekraïens: Семен Костянти́нович Тимоше́нко, Semjon Konstantinovitsj Timosjenko)  (Foermanivka, oblast Odessa, 18 februari 1895 - Moskou, 31 maart 1970) was een Maarschalk van de Sovjet-Unie, en de hoogste beroepsofficier van het Rode Leger aan het begin van de Duitse invasie in 1941 in de Tweede Wereldoorlog.

## Jeugd
Timosjenko zag het levenslicht nabij Odessa in het Russische gouvernement Cherson. Hij ging in het leger van het Russische Rijk in 1915. Hij was een cavalerist aan het westelijke front. Na het uitbreken van de Russische Revolutie in 1917, sympathiseerde hij met de revolutionairen, een jaar later ging hij bij het Rode Leger en in 1919 bij de Bolsjewistische Partij. Tijdens de burgeroorlog vocht hij op vele fronten, waarvan de belangrijkste Tsaritsyn was (later Stalingrad genoemd, nu Volgograd). Daar ontmoette hij Jozef Stalin en ze werden vrienden, waardoor zijn carrière in een stroomversnelling kwam.

## Legerdienst
Van 1920 tot 1921 diende hij in het 1e Cavalerieleger onder Semjon Boedionny, en deze twee domineerden het Rode Leger lange tijd. Na de burgeroorlog en Pools-Russische oorlog werd Timosjenko opperbevelhebber van de Cavalerie van het Rode Leger. Later was hij ook succesvolle bevelhebber van een deel van het Rode Leger in Wit-Rusland (1933), Kiev (1935), de noordelijke Kaukasus (1937), Charkov (1937), Kiev (1938). In 1939 werd hij opperbevelhebber van de Westelijke Grenzen. Tijdens de bezetting van Polen in 1939 was hij bevelhebber van het Oekraïense Front. Op dat moment werd hij ook lid van het Centrale Partijbureau. In die tijd begon Stalin aan zijn Grote Zuivering, waarbij drie van de vijf maarschalken van de Sovjet-Unie werden geëxecuteerd omdat ze nog door Leon Trotski aangesteld waren en omdat hij een staatsgreep vreesde. De overblijvende maarschalken Semjon Boedionny en Kliment Vorosjilov waren beschermelingen van Stalin.

## Tweede Wereldoorlog
Op 7 januari 1940 werd Timosjenko bevelhebber van de Sovjetstrijdkrachten die in Finland vochten. Deze veldtocht was aan het mislukken door het slechte commando van Kliment Vorosjilov. Onder het bevel van Timosjenko keerde het tij. De Sovjets braken door de Mannerheim-linie en in maart van dat jaar tekende Finland een vredesverdrag. Dankzij de overwinning werd hij benoemd tot minister van Defensie en werd hij ook maarschalk van de Sovjet-Unie. Timosjenko was een competente maar traditionele commandant die zag dat het Rode Leger dringend gemoderniseerd moest worden, wilde het winnen tegen nazi-Duitsland. Ondanks al het verzet uit traditionele hoek zorgde hij voor de mechanisatie van het leger en voor de productie van meer tanks. Ook zorgde hij voor een terugkeer naar de harde discipline van het tsaristische leger.

### Duitse inval
Toen de Duitsers de Sovjet-Unie in juni 1941 binnenvielen, benoemde Stalin zichzelf tot minister van defensie. Timosjenko werd naar het Centrale Front gezonden, waar hij direct de terugtocht naar Smolensk beval. Hierbij vielen zeer veel slachtoffers, maar het grootste deel van zijn leger werd gered om Moskou te verdedigen. In september moest hij naar Oekraïne, waar het Rode Leger ongeveer 1,5 miljoen slachtoffers telde wegens de grote omsingelingen bij Oeman en Kiev. Hij slaagde erin om het front te stabiliseren.
In mei 1942 begon Timosjenko, samen met 640 000 manschappen, een flankoffensief bij Charkov, de eerste poging om het initiatief terug te nemen. Na enkele successen vielen de Duitsers Timosjenko’s zuidelijke flank aan. Het offensief moest halt houden met 200 000 slachtoffers. Hoewel het offensief de Duitse aanval op Stalingrad vertraagde, moest Timosjenko zich verantwoorden voor het mislukken van het offensief.
Zjoekov slaagde erin om Moskou te verdedigen in december 1941. Dit overtuigde Stalin ervan dat hij een betere bevelhebber was dan Timosjenko. In 1942 verwijderde Stalin Timosjenko van frontdienst. Later kreeg hij rollen als: commandant van Stalingrad (juni 1942), commandant van het Noordwesten (oktober 1942), Leningrad, (juni 1943), de Kaukasus (juni 1944) en de Baltische landen (augustus 1944).

## Post-Bellumperiode
Na de oorlog werd Timosjenko Sovjetbevelhebber in Wit-Rusland (maart 1946), de zuidelijke Oeral (juni 1946), en opnieuw Wit-Rusland (maart 1949). In 1960 werd hij inspecteur-generaal van het ministerie van defensie, een ereambt. Vanaf 1961 werd hij hoofd van het staatscomité voor oorlogsveteranen. 
Hij stierf in Moskou in 1970. De urn met zijn as is bijgezet in de Kremlinmuur-necropolis op het Rode Plein in Moskou.

## Militaire loopbaan

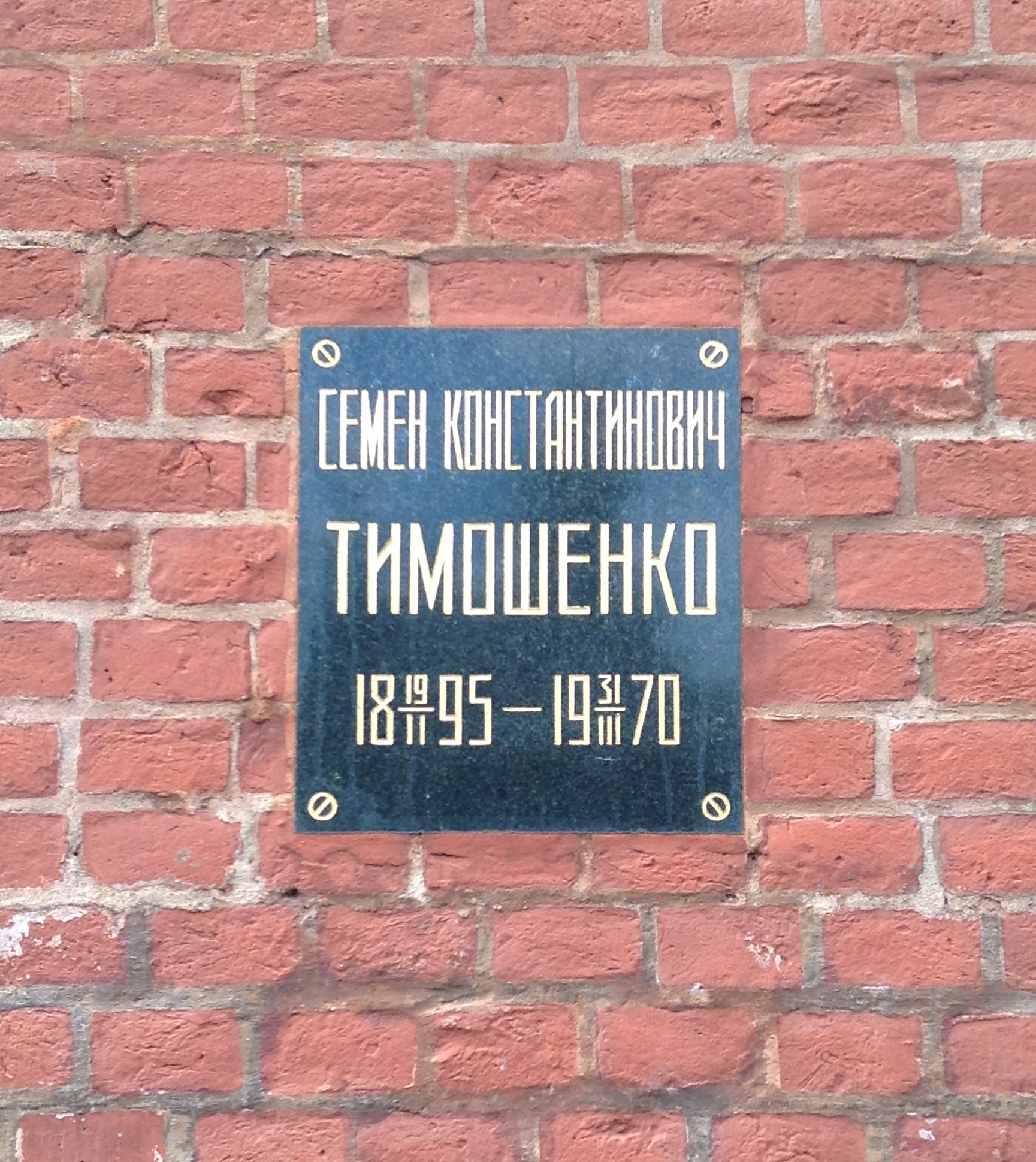
De as van Timosjenko is bijgezet in de Kremlinmuur-necropolis

- Kolonel-generaal (Комкор): 20 november 1935
- Generaal (Командарм 2-го ранга 2e rang): 10 september 1937
- Generaal (Командарм 1-го ранга 1e rang): 8 februari 1939
- Maarschalk van de Sovjet-Unie (Маршал Советского Союза): 7 mei 1940

## Onderscheidingen

### Keizerrijk Rusland
- Sint-Georgekruis, 1e, 2e, en 3e klasse

### Sovjet-Unie
- Held van de Sovjet-Unie op (21 maart 1940[2] en 18 februari 1965)
- Maarschalkster op 7 mei 1940[2]
- Orde van de Overwinning op 4 juni 1945[2]
- Leninorde op (22 februari 1938, 21 maart 1940[2], 21 februari 1945[2], 18 februari 1965, 18 februari 1970)
- Orde van de Oktoberrevolutie op 22 februari 1968
- Orde van de Rode Banier op (25 juli 1920, 11 mei 1921, 22 februari 1930, 3 november 1944[2], 6 november 1947)
- Orde van Soevorov op (9 oktober 1943[2], 12 september 1944[2], 27 april 1945[2])
- Medaille voor de Verdediging van Stalingrad
- Medaille voor de Verdediging van Leningrad
- Medaille voor de Verdediging van Kiev
- Medaille voor de Verdediging van de Kaukasus
- Medaille voor de Verdediging van Moskou
- Medaille voor de Verovering van Boedapest
- Medaille voor de Verovering van Wenen
- Medaille voor de Bevrijding van Belgrado
- Medaille voor de overwinning op Japan
- Medaille voor de Overwinning over Duitsland in de Grote Patriottische Oorlog 1941-1945[2]
- Medaille voor de 20e Verjaardag van de Overwinning in de Grote Patriottische Oorlog[2]
- Jubileummedaille voor XX Jaar Rode Leger van Arbeiders en Boeren
- Jubileummedaille "30 jaar Sovjet Leger en Vloot"
- Jubileummedaille "40 Jaar Strijdkrachten van de USSR"
- Jubileummedaille "50 Jaar Strijdkrachten van de USSR"
- Medaille ter Herinnering aan de 250e Verjaardag van Leningrad
- Medaille ter Herinnering aan de Achthonderdste Verjaardag van Moskou

### Buitenlandse
- Militaire Orde van de Witte Leeuw voor de Overwinning, Ster der Eerste Klasse (Tsjecho-Slowakije)
- Partizanenster in goud (Joegoslavië)
- Medaille voor 30 jaar Overwinning in de Slag bij Halhin Gol (Mongolië)

- Biblioteca Nacional de Chile: 000531227
- Biblioteca Nacional de España: XX1235619
- Bibliothèque nationale de France: cb169205141 (data)
- Gemeinsame Normdatei: 122529146
- International Standard Name Identifier: 0000 0000 5539 3893
- Library of Congress Control Number: no96028125
- National Archives and Records Administration: 10573304
- Nationale Bibliotheek van Tsjechië: js2008439311
- Nationale Bibliotheek van Polen: a0000001250916
- Nederlandse Thesaurus van Auteursnamen: 407562370
- Russische Staatsbibliotheek: 000173421
- SNAC: w6fv6bzf
- Système universitaire de documentation: 128706120
- Virtual International Authority File: 59968217
- WorldCat: E39PBJfmkQRMDRjVxbpvhxYQMP